# Équipe de Grèce féminine de volley-ball
 (juin 2025).
L'équipe de Grèce féminine de volley-ball est composée des meilleures joueuses grecques sélectionnées par la Fédération grecque de volley-ball (Elliniki Omospondia Petosferiseos, EOP). Elle est classée au 34e rang de la Fédération internationale de volley-ball au 10 juillet 2022.

## Sélectionneurs
- Gheorghe Constantinescu

## Sélection en 2009
Sélection pour le tournoi de qualification au Championnat du monde 2010 du 13 au 17 mai 2009 à Marseille.
Entraîneur :  Lykoudis Georgios ; entraîneur-adjoint :  Mitsi Iouliana Niki

## Palmarès et parcours

### Palmarès
Néant

### Parcours

#### Jeux olympiques
| - 1964 : non qualifiée - 1968 : non qualifiée - 1972 : non qualifiée - 1976 : non qualifiée - 1980 : non qualifiée - 1984 : non qualifiée - 1988 : non qualifiée - 1992 : non qualifiée - 1996 : non qualifiée - 2000 : non qualifiée | - 2004 : 9e - 2008 : non qualifiée - 2012 : |

#### Championnat du monde
| - 1952 : non participant - 1956 : non participant - 1960 : non participant - 1962 : non qualifiée - 1967 : non qualifiée - 1970 : non qualifiée - 1974 : non qualifiée - 1978 : non qualifiée - 1982 : non qualifiée | - 1986 : non qualifiée - 1990 : non qualifiée - 1994 : non qualifiée - 1998 : non qualifiée - 2002 : 11e - 2006 : non qualifiée - 2010 : non qualifiée |

#### Championnat d'Europe
| - 1949 : non participant - 1950 : non participant - 1951 : non participant - 1955 : non participant - 1958 : non qualifiée - 1963 : non qualifiée - 1967 : non qualifiée - 1971 : non qualifiée - 1975 : non qualifiée - 1977 : non qualifiée | - 1979 : non qualifiée - 1981 : non qualifiée - 1983 : non qualifiée - 1985 : 12e - 1987 : non qualifiée - 1989 : non qualifiée - 1991 : 8e - 1993 : 12e - 1995 : non qualifiée - 1997 : non qualifiée | - 1999 : non qualifiée - 2001 : 12e - 2003 : non qualifiée - 2005 : non qualifiée - 2007 : non qualifiée - 2009 : non qualifiée - 2011 : non qualifiée |

#### Ligue européenne
| - 2009 : 7e - 2010 : 7e - 2011 : 12e - 2012 : 10e - 2013 : non participant - 2014 : 8e |